# Distretto di Seo (Busan)
Seo (Hangŭl: 서구; Hanja: 西區) è un distretto di Busan. Ha una superficie di 13,67 km² e una popolazione di 116.600 abitanti al 2010.